# Las tres bodas de Manolita
Las tres bodas de Manolita es una novela de la escritora española Almudena Grandes, publicada en 2014. Se trata de la tercera entrega en la serie Episodios de una Guerra Interminable, tras Inés y la alegría y El lector de Julio Verne.

## Argumento
Ambientada en el Madrid inmediatamente posterior al fin de la guerra civil española, narrada indistintamente en primera y tercera persona, y plagada de analepsis, el libro relata la historia de Manolita Perales García, una joven nacida en 1922 en una familia humilde y las calamidades a las que debe hacer frente tras la finalización del conflicto. Su madrastra encarcelada y su padre fusilado, la joven tiene que sacar adelante a su hermana Isabel y a sus hermanastros los niños Pilarín (1926), Pablo y Juan. En esa tesitura su hermano Antonio (1918), prófugo de la justicia y escondido en los sótanos de un tablao flamenco en el que actúa su novia Eladia Torres (1918), la embarca en una peligrosa aventura: Ante la necesidad de descifrar las instrucciones de una multicopista para imprimir clandestinamente propaganda comunista, Manolita debe contactar con Silverio (1917), el único de entre los camaradas que puede llegar a comprender el manejo de las máquinas. Silverio Aguado, sin embargo, está recluido en la cárcel de Porlier, por lo que Manolita debe tramitar, mediante el correspondiente soborno, varios vis-a-vis, conocidos en el argot carcelario como bodas, para que el joven le transmita sus conocimientos. Al tiempo, no deben perder de vista la previsible traición de un infiltrado del Gobierno que resulta ser Roberto, el Orejas (1917). Desvelándose más adelante que se trata de un personaje real, Roberto Conesa.
Plagada de personajes secundarios, en un enfoque coral, refleja la difícil situación de las personas homosexuales en la época, representadas en los personajes de Paco Román (1900), alias La Palmera o la madre Carmen (1913) o personas reales, convertidas en personaje de la ficción como Antonio de Hoyos y Vinent.